# Pilar (Capiz)
Pilar is een gemeente in de Filipijnse provincie Capiz op het eiland Panay. Bij de laatste census in 2007 had de gemeente bijna 41 duizend inwoners.

## Geografie

### Bestuurlijke indeling
Pilar is onderverdeeld in de volgende 24 barangays:
| - Balogo - Binaobawan - Blasco - Casanayan - Cayus - Dayhagan - Dulangan - Monteflor - Natividad - Olalo - Poblacion - Rosario | - San Antonio - San Blas - San Esteban - San Fernando - San Nicolas - San Pedro - San Ramon - San Silvestre - Sinamongan - Santa Fe - Tabun-acan - Yating |

## Demografie
Pilar had bij de census van 2007 een inwoneraantal van 40.912 mensen. Dit zijn 2.009 mensen (5,2%) meer dan bij de vorige census van 2000. De gemiddelde jaarlijkse groei komt daarmee uit op 0,70%, hetgeen lager is dan het landelijk jaarlijks gemiddelde over deze periode (2,04%). Vergeleken met de census van 1995 is het aantal mensen met 4.448 (12,2%) toegenomen.

De bevolkingsdichtheid van Pilar was ten tijde van de laatste census, met 40.912 inwoners op 77,99 km², 524,6 mensen per km².